# 30 Brygada Zmechanizowana (Bundeswehra)
30 Brygada Zmechanizowana (30 Brygada Grenadierów Pancernych) (niem. Panzergrenadierbrigade 30) – zmechanizowany związek taktyczny Bundeswehry.
W okresie zimnej wojny Brygada wchodziła w skład 10 Dywizji Pancernej i przewidziana była do działań w pasie Centralnej Grupy Armii.

## Struktura organizacyjna
| Organizacja PzGrenBrig 30 w 1989 | Organizacja PzGrenBrig 30 w 1989    | Organizacja PzGrenBrig 30 w 1989 |
| Godło                            | Pododdział                          | Miejsce stacjonowania            |
| -------------------------------- | ----------------------------------- | -------------------------------- |
|                                  | dowództwo brygady                   | Ellwangen                        |
|                                  | 301 batalion grenadierów pancernych | Ellwangen                        |
|                                  | 302 batalion grenadierów pancernych | Ellwangen                        |
|                                  | 303 batalion grenadierów pancernych | Ellwangen                        |
|                                  | 304 batalion pancerny               | Heidenheim                       |
|                                  | 305 batalion artylerii              | Donauwörth                       |